# Ян Мертл
Ян Мертл (чеськ. Jan Mertl; нар. 3 січня 1982) — колишній чеський тенісист.
Найвищу одиночну позицію світового рейтингу — 163 місце досяг 23 липня 2007, парну — 131 місце — 11 червня 2007 року.

## Фінали челленджерів

### Одиночний розряд: 3 (0–3)
| Легенда                  |
| Тур ATP Челленджер (0–3) |

| Результат | Ранг | Дата (Final)    | Турнір                        | Покриття   | Суперник       | Рахунок            |
| Поразка   | 1.   | 18 березня 2007 | Сараєво, Боснія і Герцеговина | Тверде (i) | Ернестс Гулбіс | 6–4, 4–6, 6–7(2–7) |
| Поразка   | 2.   | 18 березня 2012 | Сараєво, Боснія і Герцеговина | Тверде (i) | Ян Герних      | 3–6, 6–3, 6–7(5–7) |
| Поразка   | 3.   | 24 березня 2012 | Бат, Велика Британія          | Тверде     | Дастін Браун   | 6–7(1–7), 4–6      |

### Парний розряд: 9 (1–8)
| Результат | Ранг | Дата            | Турнір                        | Покриття   | Партнер           | Суперники у фіналі                        | Рахунок               |
| Поразка   | 1.   | 4 вересня 2005  | Київ, Україна                 | Ґрунт      | Лукаш Длоуги      | Дієго Хункейра Мартін Вассальйо Аргуельйо | 4–6, 2–6              |
| Поразка   | 2.   | 9 липня 2006    | Пособланко, Іспанія           | Тверде     | Іво Клець         | Джастін Гімелстоб Кевін Кім               | 3–6, 5–7              |
| Поразка   | 3.   | 16 липня 2006   | Познань, Польща               | Ґрунт      | Васіліс Мазаракіс | Томаш Беднарек Міхал Пшисєнжний           | 3–6, 6–3, [8–10]      |
| Поразка   | 4.   | 4 березня 2007  | Вольфсбург, Німеччина         | Килим (i)  | Джошуа Ґудалл     | Александер Пея Ларс Юбель                 | 4–6, 4–6              |
| Поразка   | 5.   | 18 березня 2007 | Сараєво, Боснія і Герцеговина | Тверде (i) | Лукаш Росол       | Ернестс Гулбіс Денісс Павловс             | 4–6, 3–6              |
| Поразка   | 6.   | 3 червня 2007   | Пусан, Південна Корея         | Тверде     | Натан Гілі        | Сергій Бубка Джон-Пол Фруттеро            | 6–4, 6–7(5–7), [6–10] |
| Поразка   | 7.   | 6 січня 2008    | Нумеа, Франція                | Тверде     | Мартін Сланар     | Флавіо Чіполла Сімоне Ваньйоцці           | 4–6, 4–6              |
| Перемога  | 8.   | 7 лютого 2010   | Казань, Росія                 | Тверде (i) | Юрій Щукін        | Тобіас Камке Юліан Райстер                | 6–2, 6–4              |
| Поразка   | 9.   | 17 вересня 2011 | Сараєво, Боснія і Герцеговина | Ґрунт      | Матве Мідделкоп   | Марко Груньйола Рубен Рамірес Ідальго     | 6–7(3–7), 6–3, [8–10] |